# Langenhain (Groitzsch)
Langenhain ist ein Ortsteil der Stadt Groitzsch im Landkreis Leipzig (Freistaat Sachsen). Der Ort wurde 1948 nach Hohendorf und mit diesem 1974 nach Berndorf und 1996 in die Stadt Groitzsch eingemeindet.

## Geografie
Langenhain befindet sich in der Leipziger Tieflandsbucht, sechs Kilometer südöstlich von Groitzsch. Der Ort liegt zwischen der Alten Schnauder im Westen und der Schnauder im Osten. Langenhain befindet sich im Mitteldeutschen Braunkohlerevier zwischen den zum Tagebau Vereinigtes Schleenhain gehörigen Abbaufeldern Schleenhain im Osten und Groitzscher Dreieck im Westen. Im Südwesten liegt der Groitzscher See.

## Geschichte
Das Sackgassendorf Langenhain wurde 1378 als „Langenhayn“ erwähnt. Der Ort lag zu dieser Zeit im Gebiet der Grafschaft Groitzsch (castrum Groitzsch), die 1460 mit dem Geleitsamt Pegau zum Amt Pegau vereinigt wurde. Seitdem lag Langenhain wie der Nachbarort Oellschütz bis 1856 im kursächsischen bzw. königlich-sächsischen Amt Pegau. Die Gerichtsbarkeit über Langenhain lag um 1551 beim Rittergut Löbnitz und 1606 bzw. 1764 beim Rittergut Mausitz. Ab 1856 gehörte der Ort zum Gerichtsamt Pegau und ab 1875 zur Amtshauptmannschaft Borna.
Am 1. Januar 1948 erfolgte die Eingemeindung nach Hohendorf. Mit dem Ort kam Langenhain im Jahr 1952 zum Kreis Borna im Bezirk Leipzig und am 1. Januar 1974 zu Berndorf. Die Lage von Langenhain im Mitteldeutschen Braunkohlerevier wirkte sich in Zeiten der DDR negativ auf den Ort aus. Während der Tagebau Schleenhain (1949–1991) im Osten des Nachbarorts Oellschütz vorbei zog, lag Langenhain im geplanten Abbaugebiet des 1974 aufgeschlossenen Tagebaus Groitzscher Dreieck. Infolgedessen wurde der Ort zum Bergbauschutzgebiet erklärt, was u. a. ein Bauverbot mit sich brachte. Die mit der Deutschen Wiedervereinigung 1989/90 einhergehende wirtschaftliche Veränderung führte zu einem drastischen Rückgang des Braunkohlebedarfs, was eine vorzeitige schnelle Stilllegung des Tagebaus Groitzscher Dreieck zum 20. Dezember 1991 zur Folge hatte. Dadurch wurde auch die geplante Umsiedlung von Langenhain gestoppt und der Ort aus dem Abbaugebiet, im Gegensatz zum nordwestlich gelegenen Obertitz, herausgenommen. Somit setzte nach 1990 wieder eine Bautätigkeit in Langenhain ein.
Als Ortsteil von Berndorf kam Langenhain im Jahr 1990 zum sächsischen Landkreis Borna und 1994 zum Landkreis Leipziger Land. Durch die am 1. Januar 1996 erfolgte Eingemeindung von Berndorf nach Groitzsch wurde Langenhain ein Ortsteil der Stadt Groitzsch. Das Gebiet westlich von Langenhain soll ab 2030 als „Abbaufeld Groitzscher Dreieck“ des Tagebaus Vereinigtes Schleenhain wieder aufgefahren werden.

## Verkehr
Langenhain ist mit der im Nachbarort Oellschütz verlaufenden Kreisstraße 7951 mit den Städten Groitzsch und der bereits in Thüringen liegenden Stadt Lucka verbunden. Diese Kreisstraße bildet einen Straßenkorridor in Nord-Süd-Richtung in der Schnauderaue zwischen den ehemaligen Tagebauen Schleenhain und Groitzscher Dreieck. Im Norden mündet sie bei Großstolpen in die Bundesstraße 176 ein, welche wiederum ein Ost-West-Korridor durch den Tagebau Vereinigtes Schleenhain ist.